# Blyspinnmal
Blyspinnmal (Yponomeuta sedellus) är en fjärilsart som beskrevs av Treitschke 1832. Blyspinnmal ingår i släktet Yponomeuta, och familjen spinnmalar. Arten är reproducerande i Sverige.